# 东伊兹迈洛沃区
东伊兹迈洛沃区（俄語：район Восточное Измайлово）是莫斯科东行政区的一区，面积3.85平方公里，人口73,857人。五一站位于该区内。